# Гришки (Зеньковский район)
Гришки (укр. Гришки) — село,
Новоселовский сельский совет,
Зеньковский район,
Полтавская область,
Украина.
Код КОАТУУ — 5321383803. Население по переписи 2001 года составляло 67 человек.

## Географическое положение
Село Гришки находится в 1-м км от левого берега реки Мужева-Долина,
на расстоянии в 0,5 км расположено село Цветово.
По селу протекает пересыхающий ручей с запрудой.

## История
После 1945 года присоеденен хутор Гонтарев
Есть на карте 1869 года